# DAF Daffodil
DAF Daffodil (engelska för påsklilja) var en holländsk personbil i småbilsklassen tillverkad av DAF. Den ersatte DAF 600 1961. Den delades in fyra typer: DAF 750, DAF 30, DAF 31 och DAF 32. Daffodil följdes 1967 av DAF 33.